# سینما یاسمن
سینما شاهین طلایی یک سینما در شاهین‌شهر، ایران است.
این سینما که دارای ۳۲۰ نفر ظرفیت می‌باشد در سال ۱۳۷۴ تأسیس شده‌است.